# Рокчинский, Гарри Олегович
Гарри Олегович Рокчинский (26 декабря 1923, урочище Алцын-Хута, Кетченеровский улус, Калмыцкая АО — 1993, Элиста, Калмыкия), народный художник РСФСР (1988). Один из основоположников современного изобразительного искусства Калмыкии.

## Биография
Родился в урочище Алцын-Хута Кетченеровского улуса, где провёл своё детство. После окончания девятилетней школы поступил в Астраханский речной техникум и позднее в аэроклуб имени Водопьянова. После начала Великой Отечественной войны он был призван в армию и отправлен в военно-авиационную школу имени Серова, которую не закончил. 16 апреля 1944 года после проведения операции «Улусы» Гарри Рокчинский был отозван из армии и сослан в Широклаг. После окончания Великой Отечественной войны ему было предписано поселиться во Фрунзе, куда он прибыл 18 июня 1945 года.
В 1946 году приехал в Новосибирскую область и начал работать художником в Купинском районном Доме культуры. В 1948 году поступил в Алма-Атинское театрально-художественное училище имени Н. В. Гоголя, которое в 1953 году окончил с отличием. В 1961 году возвратился в Калмыкию.
В 1967 году присвоено звание «Заслуженный деятель искусств Калмыцкой АССР». В 1974 году присвоено звание «Заслуженный художник РСФСР».

## Творчество
Во время обучения в Алма-Ате Гарри Рокчинский увлекался импрессионизмом. В это время он создаёт картины и этюды об освоении казахстанской целины. В конце 50-х годов Гарри Рокчинский начинает заниматься живописью. После возвращения в Калмыкию в своём творчестве Гарри Рокчинский уделяет внимание калмыцкой истории, создаёт портреты калмыцкого просветителя Зая-Пандиты, Джангарчи Ээлян Овла, калмыцких писателей Антона Амур-Санана, Героя Социалистического труда Лукшанова и общественных деятелей.
Самые известные работы:
- «Рыбаки Калмыкии», 1957 г.;
- «Герой Отечественной войны 1812 года Цо-Манджи», 1963 г.;
- «Культармейка Цаган», 1967 г.;
- «Мать — земля родная», 1963 г. За эту картину Гарри Рокчинский получил в 1970 году Государственную премию Калмыцкой АССР имени О. Городовикова;
- «Бессмертие», 1975 г.

## Память
- Именем Гарри Рокчинского названа улица в Элисте.
- Именем Гарри Рокчинского названа детская художественная школа в г.Элиста.

## Источник
- Ковалёв И. Г., Гарри Рокчинский, Элиста, Калмыцкое книжное издательство, 1979 г.
- Разные краски одной палитры // В созвездии равных и братских. — Элиста: Калмыцкое книжное издательство, 1982. — С. 104 - 116.